# Hervé Gauthier
Pour le démographe canadien du Québec, voir Hervé Gauthier (démographe).
Pour les articles homonymes, voir Gauthier.
Hervé Gauthier, né le 28 mai 1949 à Janzé (Ille-et-Vilaine), est un joueur de football devenu entraîneur. Il évoluait au poste de défenseur. Depuis 2016, il est vice-président de l'UNECATEF.

## Biographie

### Carrière de joueur
Il joue trois saisons au Stade Poitevin FC, puis quatre saisons au Lille OSC, avant de rejoindre le Stade lavallois de Michel Le Milinaire, club dont il devient le capitaine. Défenseur énergique sur l'homme, il se fait remarquer par la sa promptitude dans l'attaque du ballon. Infatigable, il sait motiver ses camarades et les galvaniser dans les moments difficiles. 
Il reste cinq saisons au Stade lavallois, prenant part à 187 matchs toutes compétitions confondues. Il quitte le club en 1982, après avoir soulevé comme capitaine le trophée de la Coupe d'été. Il termine sa carrière au Racing Club de France.
Il dispute au cours de sa carrière 267 matchs en Division 1, inscrivant 18 buts, et 159 matchs en Division 2, marquant 29 buts. Il inscrit 13 buts en Division 2 avec Lille lors de la saison 1973-1974, ce qui constitue sa meilleure performance.

### Carrière d'entraîneur
En 1976 il obtient le BEES 2e degré spécifique football et devient par la suite entraîneur. Il dirige principalement les joueurs d'Angers SCO et du Stade lavallois. Il fut également sélectionneur de l'équipe de France de la Police nationale en 2007.
En 2004 et 2005 il encadre le stage de l'UNFP destiné aux joueurs et entraîneurs sans contrat. En 2004-2005 il participe à « Dix mois vers l'emploi », programme développé par l'UNECATEF à destination des entraîneurs sans club. Membre du comité directeur de l'UNECATEF de 2001 à 2004 puis à partir de 2007, il en devient vice-président en 2016. La même année, il est élu à la Haute autorité du football (HAF) de la FFF. Son mandat est renouvelé en 2021.
Il est titulaire du DEPF, plus haut diplôme d'entraîneur français.

## Parcours

### Joueur
- 1962-1970 :  Janzé
- 1970-1973 :  Stade Poitevin FC
- 1973-1977 :  Lille OSC
- 1977-1982 :  Stade lavallois
- 1982-1984 :  RC Paris

### Entraîneur
- 1984-1985 :  FC Yonnais
- 1985-1986 :  Al Nasr Riyad (adjoint)
- 1986-1987 :  SO Millau
- 1987-1994 :  SCO Angers (centre de formation puis équipe première)
- 1994-1997 :  Lille OSC (centre de formation puis équipe première)
- 1997-2001 :  Stade lavallois
- 2001-2002 :  SM Caen
- 2002-2004 :  ES Wasquehal
- mars 2006-2007 :  LB Châteauroux (adjoint)
- 2007 : équipe de France de la Police nationale
- juillet 2008-oct. 2008 :  Étoile du Sahel (Directeur technique du centre de formation)
- oct. 2008-nov. 2008 :  Étoile du Sahel
- oct. 2008-2010 :  Étoile du Sahel (Directeur technique du centre de formation)

## Palmarès
- Vainqueur de la Coupe d'été en 1982 avec le Stade lavallois
- Finaliste de la Coupe de la Ligue en 1992 avec Angers SCO